# جاك سوليفان (لاعب اتحاد الرغبي)
جاك سوليفان (بالإنجليزية: Jack Sullivan)‏ هو لاعب اتحاد الرغبي نيوزيلندي، ولد في 30 مارس 1915 في Tahora, Manawatū-Whanganui ‏ في نيوزيلندا، وتوفي في 9 يوليو 1990 في ويلينغتون في نيوزيلندا.